# Stauntonia chapaensis
Stauntonia chapaensis är en narrbuskeväxtart som först beskrevs av François Gagnepain, och fick sitt nu gällande namn av Christenh.. Stauntonia chapaensis ingår i släktet Stauntonia och familjen narrbuskeväxter. Inga underarter finns listade i Catalogue of Life.